# Список банков, лишённых лицензии в 1994 году (Россия)

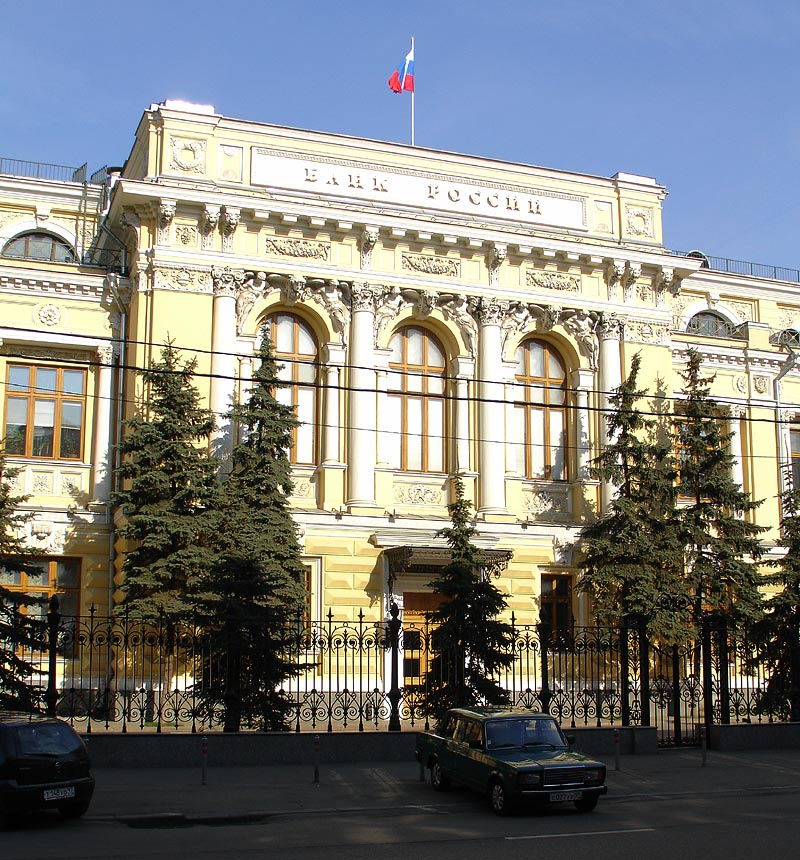
Здание Центрального Банка России на Неглинной

В список включены все кредитные организации России, у которых в 1994 году была отозвана или аннулирована лицензия на осуществление банковской деятельности.

## Легенда
Список разбит на четыре раздела по кварталам 1994 года. Внутри разделов организации отсортированы по месяцам, внутри месяца по датам закрытия, внутри одной даты по номеру документа об отзыве или аннулировании лицензии, внутри одного документа по алфавиту.
| Таблица: - Дата — дата отзыва/аннулирования лицензии. - Приказ — номер приказа или иного документа об отзыве/аннулировании лицензии. - Регион — населённый пункт или регион регистрации банка. - Причина — основные причины отзыва или аннулирования лицензии организации. Выделение строк: - — выделение светло-зелёным цветом означает, что лицензия организации была аннулирована. - — выделение светло-жёлтым цветом означает, что лицензия организации была отозвана. | Сокращения: - АБ — акционерный банк. - АКБ — акционерный коммерческий банк. - КБ — коммерческий банк. - н/д — нет данных. - ОАО — открытое акционерное общество. - ТОО — товарищество с ограниченной ответственностью. |

## 1 квартал
В разделе приведены все кредитные организации, у которых в 1-м квартале 1994 года была отозвана или аннулирована лицензия.
| Наименование                  | Основ. | Лиц. | Дата       | Приказ | Регион        | Причина | Прим.         |
| ----------------------------- | ------ | ---- | ---------- | ------ | ------------- | --- | ------------- |
| Январь                        |        |      |            |        |               | |               |
| АБ «Статус-Кредит-Банк»       | 1991   | 1327 | 04.01.1994 | 02-1   | Москва        | Неисполнение законодательства, регулирующего банковскую деятельность. Неисполнение нормативных актов и предписаний Банка России. Наличие в течение длительного времени непрерывного дебетового сальдо на корреспондентских счетах. Проведение рискованной кредитной политики. Наличие реальной угрозы интересам вкладчиков и кредиторов. | [ 1 ] [ 2 ]   |
| ТОО КБ «Алеко»                | 1992   | 2202 | 04.01.1994 | 02-2   | Москва        | Неисполнение законодательства, регулирующего банковскую деятельность. Неисполнение нормативных актов и предписаний Банка России. Наличие в течение длительного времени непрерывного дебетового сальдо на корреспондентских счетах. Проведение рискованной кредитной политики. Наличие реальной угрозы интересам вкладчиков и кредиторов. | [ 3 ] [ 4 ]   |
| КБ «Мосэлбанк»                | 1992   | 2060 | 13.01.1994 | 02-7   | Москва        | Преобразован в филиал АКБ «Кубаньэлектронбанк». | [ 5 ] [ 6 ]   |
| КБ «Романтон»                 | 1991   | 1475 | 13.01.1994 | 02-8   | Москва        | Неисполнение законодательства, регулирующего банковскую деятельность. Неисполнение нормативных актов и предписаний Банка России. Наличие в течение длительного времени непрерывного дебетового сальдо на корреспондентских счетах. Несоблюдением установленных экономических нормативов. Убыточная деятельность.                         | [ 7 ] [ 8 ]   |
| АБ «Кондопожский»             | 1993   | 587  | 13.01.1994 | 02-10  | Кондопога     | Преобразован в филиал КБ «Межкомбанк». | [ 9 ] [ 10 ]  |
| Вачский коммерческий банк     | 1990   | 1082 | 13.01.1994 | 02-11  | Вача          | Преобразован в филиал АКБ «Нижегородский банкирский дом». | [ 11 ] [ 12 ] |
| Семёновский коммерческий банк | 1990   | 1241 | 13.01.1994 | 02-12  | Семёнов       | Преобразован в филиал ЗАО «Нижегородпромстройбанк». | [ 13 ] [ 14 ] |
| КБ «Аир»                      | 1990   | 1219 | 31.01.1994 | 02-14  | Пограничный   | Преобразован в филиал КБ «Внешторгбанк Азиатско-Тихоокеанского Региона». | [ 15 ] [ 16 ] |
| Февраль                       |        |      |            |        |               | |               |
| КБ «Бежта»                    | 1990   | 1038 | 15.02.1994 | 02-18  | Бежта         | Решение о ликвидации. | [ 17 ] [ 18 ] |
| КБ «Летнеставочный»           | 1990   | 1269 | 15.02.1994 | 02-19  | Летняя Ставка | Сведений о причинах отзыва лицензии не сохранилось. | [ 19 ] [ 20 ] |
| Март                          |        |      |            |        |               | |               |

## Статистика

### Закрытие по месяцам
| Закрытие по месяцам | Закрытие по месяцам | Закрытие по месяцам | Закрытие по месяцам | Закрытие по месяцам |
| Месяц               |                     |                     |                     | Количество          |
| ------------------- | ------------------- | ------------------- | ------------------- | ------------------- |
| Январь              |                     |                     | 8                   |                     |
| Февраль             |                     |                     | 2                   |                     |
| Март                |                     |                     | 6                   |                     |

### Комментарии
1. ↑  По инициативе Банка России.
2. ↑  По инициативе собственников компании или в порядке её реорганизации.